# Carl Siöblad
Carl Siöblad född 8 april 1611 på Flättna, död 28 oktober 1696 på Hällstorp, var en svensk friherre, militär och ämbetsman.

## Biografi
Siöblad tog värvning i Jönköpings regemente 1626 och deltog under kriget i Preussen. 1630 tog han avsked från sitt regemente och samma år blev han volontär vid Smålands ryttare. Under en drabbning mot general Albrecht von Wallenstein blev Siöblad sårad av flera kulor, som satt kvar i hans kropp under resten av livet. 1632 deltog han under slaget vid Lützen, där han sårades och fördes till Leipzig. Efter att ha tillfrisknat blev han volontär vid det "röda regementet" och strax därefter konstapel vid artilleriet. Under slaget vid Pfaffenhofen den 1 augusti 1633 blev Siöblad svårt sårad. Efter slaget vid Nördlingen 1634 anställdes han av Axel Oxenstierna, hos vilken han agerade uppvaktande under resan till Paris 1635. 
Siöblad blev hovjunkare hos den svenska drottningen Maria Eleonora. 1643 blev han kaptenlöjtnant vid artilleriet och 1644 regementskvartermästare vid artilleriet samt befälhavare för artilleriet i Skåne. Han deltog under belägringarna av Laholm, Helsingborg och Malmö. 1648 reste han till Tyskland med pfalzgreve Karl Gustav och strax därpå sårades han under Prags belägring. Därefter medföljde Siöblad artilleriet till Pommern och nådde majors grad 1651. 
1655 befordrades han till överstelöjtnant och under de följande åren deltog han i krigen i Polen, Livland, försvaret av Riga 1656 samt Danmarks krig mot Norge. Den 7 mars 1660 blev han överste och samma år kommendant på Kronborg. 
1664–1676 var Siöblad häradshövding i Östbo härad och blev krigsråd den 29 april 1665. Den 11 juni 1666 befordrades han till generalmajor av artilleriet och blev guvernör på Ösel 1673. Året därpå blev han general av artilleriet och tog avsked från posten som guvernör och krigsråd 1681 och den 21 december 1687 blev Siöblad friherre.
Carl Siöblad var gift med Maria Stierna, med vilken han hade tolv barn. Sönerna Göran och Johan blev militärer och döttrarna Elisabet Catharina och Christina Maria (1650–1679) gifte sig med militärer.